# Journal de Botanique Néerlandaise
Journal de Botanique Néerlandaise (abreviado J. Bot. Néerl.) fue una revista con ilustraciones y descripciones botánicas que fue editada en Ámsterdam en los años 1861/62.